# Église Saint-Maurice de Flaxieu
L'église Saint-Maurice est une église située à Flaxieu, en France.

## Localisation
L'église est située dans le département français de l'Ain, sur la commune de Flaxieu.

## Historique
L'édifice est inscrit au titre des monuments historiques en 1969.